# Gallia Club Paris
Der Gallia Club Paris war ein französischer Fußballverein. Ihre erfolgreichste Zeit hatten die „Hähne“ – les coqs nach dem gallischen Wappentier – zwischen Anfang des 20. Jahrhunderts und den ersten Jahren nach dem Ersten Weltkrieg.

## Geschichte
Der Gallia Club ging aus der 1896 gegründeten AS Charenton hervor, die nur sporadisch und auf wechselnden Plätzen im Osten von Paris Fußballspiele bestritt. Um die Jahrhundertwende zog Georges Bayrou aus dem Languedoc in die Hauptstadt, schnürte bei der ASC seine Fußballstiefel und übernahm mit anderen Spielern zusammen die Organisation des Vereins, den sie in Gallia Club umbenannten und als Mitglied bei der USFSA, dem damals einzigen Sportverband in Frankreich, der auch Fußballer aufnahm, anmeldeten. Dass Spieler gleichzeitig auch Funktionärstätigkeiten ausübten, war in den frühen Jahren dieses Sports nichts Ungewöhnliches. 1902 stieg der Gallia Club in die höchste Pariser Spielklasse auf, und ab 1903 spielten die Mannschaften des Vereins regelmäßig auf einem Terrain im Bois de Vincennes. Im November 1903 gewann Gallia die Coupe Manier, einen Pokalwettbewerb, dessen (hauptsächlich in Paris und seinen Nachbargemeinden beheimateten) Teilnehmer nicht mehr als drei ausländische Fußballer in ihren Reihen aufbieten durften. Zwischen 1906 und 1920 brachte der Verein insgesamt sechs französische A-Nationalspieler hervor (Einzelheiten siehe unten).
Die Spielzeit 1904/05 beendete Gallia überraschend als Erstplatzierter der Pariser Liga und qualifizierte sich damit für die Endrundenbegegnungen um den Titel eines französischen USFSA-Verbandsmeisters, den les Coqs nach Siegen über US Saint-Servan (3:1), SOE Toulouse (5:0) und den Meister der vorangehenden drei Jahre, Racing Roubaix (1:0 n. V.), in die Hauptstadt holten. In einem Vergleichsmatch gegen Étoile des Deux Lacs, den Titelträger des katholischen Verbands, unterlagen sie anschließend mit 1:2. Dies blieb die einzige Saison, in der der Gallia Club sich gegen die starken Pariser Konkurrenten in der USFSA (vorher insbesondere Club Français, Standard AC, Racing Club de France, United SC, später auch noch CAP, Stade Français, AS Française und CASG) durchzusetzen vermochte und um den Landestitel spielen durfte. Bayrou, auch Kapitän der Meisterelf von 1905, zog während der Saison 1908/09 nach Südfrankreich zurück.
Bei den ersten vier Austragungen des 1917 geschaffenen französischen Landespokalwettbewerbs war der Gallia Club vertreten, stand 1918 und 1919 jeweils in der Runde der letzten 32 Mannschaften und erreichte 1920 sogar das Achtelfinale, in dem er gegen CASG Paris ausschied. Drei Jahre danach bildete Gallia eine Spielgemeinschaft mit dem CA Paris und kam erneut unter die besten 16 Teams; diesmal war der FC Rouen derjenige Gegner, der „CAP Gallia“ den Einzug ins Viertelfinale verwehrte. Mitte der 1920er Jahre fusionierten die Coqs mit Stade d’Ivry und tauchten 1926 gemeinsam mit diesen ein letztes Mal in der Hauptrunde des Landespokals auf, wo allerdings ihr erstes Spiel zugleich auch ihr letztes war. Danach verschwand der Name des Gallia Club Paris endgültig.

## Für den Verein wichtige Spieler
Angegeben ist jeweils nur die Zahl der Länderspiele während ihrer Zeit beim Gallia Club.
- Georges Bayrou, beim olympischen Fußballturnier 1908 ein Länderspiel
- Philippe Bonnardel, 1920 zwei Länderspiele
- Sadi Dastarac, beim olympischen Fußballturnier 1908 ein Länderspiel
- Émile Fontaine, 1904 ein (inoffizielles) Länderspiel für die USFSA-Auswahl[13]
- Albert Jouve, 1906 ein Länderspiel
- Jean Loubière, 1914 ein Länderspiel
- Paul Nicolas, 1917 ein (inoffizielles) Länderspiel für die USFSA-Auswahl[14]
- Louis Olagnier, 1920 ein Länderspiel
- Maurice Pefferkorn, später angesehener Journalist bei L’Auto und dessen Nachfolger L’Équipe

## Erfolge
- Französischer Meister (USFSA): 1905
- Gewinner der Coupe Manier: 1903/04